# Gonneville-en-Auge
Gonneville-en-Auge är en kommun i departementet Calvados i regionen Normandie i norra Frankrike. Kommunen ligger i kantonen Cabourg som ligger i arrondissementet Caen. År 2022 hade Gonneville-en-Auge 392 invånare.

## Befolkningsutveckling
Antalet invånare i kommunen Gonneville-en-Auge
Referens: INSEE